# السيرك العظيم (روماني)
السيرك العظيم أو الملعب الكبير (ترجمة من باللاتينية لمصطلح «سيركوس ماكسيموس» وتعني «أكبر سيرك» وفي الإيطالية: سيركو ماسيمو) هي حلبة رومانية قديمة لسباق عربات الخيل وهو ملعب الجماعي ترفيهي في مدينة روما، إيطاليا. يقع في وادي بين تلتي الأفينتين والبلاتي. كان أول وأكبر ملعب في روما القديمة وفي وقت لاحق في كلالإمبراطورية. طوله 621 متر (2,037 قدم) وعرضه 118 متر (387 قدم) ويمكن أن يستوعب أكثر من 250,000 متفرج. وأصبح نموذجا لملاعب السيرك في جميع أنحاء الإمبراطورية الرومانية.في الوقت الحاضر، أصبح الموقع حديقة عامة.

## الأحداث والاستخدامات

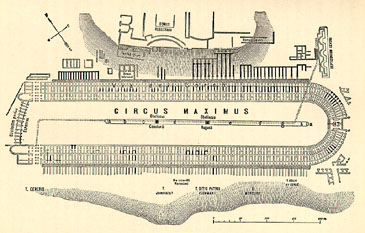
رسم بياني لأرضية سيرك ماكسيموس، وفقا لرسم صامويل الكرة بلانتر, 1911.

كان السيرك أكبر مكان في روما للألعاب اللودي العامة المرتبطة بالمهرجانات الدينية الرومانية. تمت رعاية لودي من قبل الرومان أو الدولة الرومانية لصالح شعب ومجلس شيوخ روما والآلهة. تم عقد معظمها سنويًا أو على فترات سنوية وفقًا للتقويم الروماني. قد يتم إعطاء الآخرين للوفاء بنذر ديني، مثل الألعاب للاحتفال بالنصر. في التقليد الروماني، في أقرب وقت النصر ودي في سيرك كان تعهد من قبل تاركوينيوس سوبربوس إلى كوكب المشتري في عهد ملكي الراحل لانتصاره على سويسا بوميتيا.

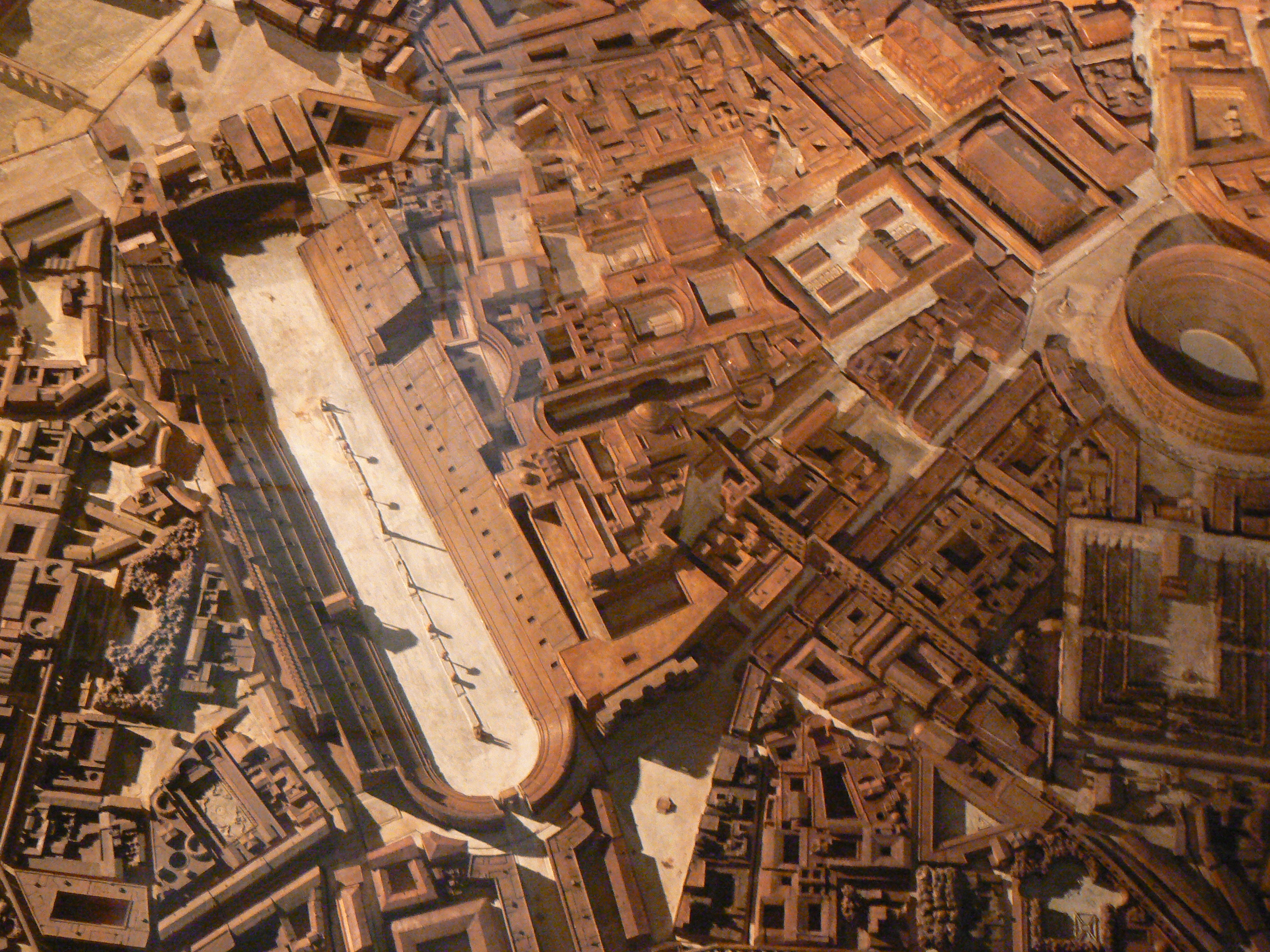
نموذج لروما في القرن الرابع الميلادي، بقلم بول بيجوت. يقع السيرك بين أفنتين (يسار) وبالاتين (يمين)؛ الهيكل البيضاوي إلى أقصى اليمين هو الكولوسيوم.

تراوحت ودي في مدة ونطاق من ليوم واحد أو حتى الأحداث لاحتفالات متعددة مكان-مذهلة عقدت على مدى عدة أيام، مع الاحتفالات الدينية والأعياد العامة والخيل وسباق عربة، وألعاب القوى، لمدة نصف يوم مسرحيات وحفلات، وحش يطارد ومصارع يحارب. وشمل بعضها إعدامات علنية. بدأ أكبر لودي بمعنى الرياضة أو اللعبة باللاتينية  في السيرك باستعراض ملتهب (بومبا سيرنسيس)، يشبه إلى حد كبير موكب النصر، الذي ميز الغرض من الألعاب وقدم للمشاركين.
خلال الحقبة الجمهورية في روما، نظمت إيديل الألعاب. الأكثر تكلفة وتعقيدًا من ودي عرضت الفرص لتقييم كفاءة إيديل وكرمها ولياقتها لمنصب أعلى. ومع ذلك، يبدو أن بعض أحداث السيرك كانت صغيرة نسبيًا وحميمة. في عام 167 قبل الميلاد، عزف «عازفو الفلوت وفناني المناظر الطبيعية والراقصون» على خشبة مسرح مؤقت، ربما أقيمت بين ضفتي الجلوس المركزيين. تم تكبير البعض الآخر بتكلفة هائلة لتناسب المساحة بأكملها. أقيمت فيناتيو هناك في 169 قبل الميلاد، وهي واحدة من عدة أماكن في القرن الثاني، وظفت «63 نمرًا و40 دبًا وفيلا»، مع المتفرجين الذين يُفترض أن يكونوا آمنين بحاجز كبير.
كما توسعت المحافظات في روما، ومنمق ودي القائمة وودي جديد اخترع من قبل السياسيين الذين تنافسوا للحصول على الدعم الإلهي وشعبية. بحلول أواخر الجمهورية، عُقد ودي في 57 يومًا من السنة؛ عدد غير معروف من هؤلاء قد يتطلب الاستخدام الكامل للسيرك. في العديد من الأيام الأخرى، سيحتاج العازقون والفرسان إلى التدرب على مسارها. وإلا لكان قد صنع حظيرة ملائمة للحيوانات التي يتم تداولها في سوق الماشية القريب، خارج بوابة البداية مباشرة. تحت المدرجات الخارجية، بجانب المداخل المتعددة للسيرك، كانت هناك ورش ومتاجر. عندما لم تكن هناك ألعاب تقام، كان السيرك في وقت كاتولوس (منتصف القرن الأول قبل الميلاد) على الأرجح "مكانًا مفتوحًا مليئًا بالغبار مع متاجر وأكشاك مزدحمة سيئة السمعة"  يرتادها "البغايا، المشعوذون" والعرافين وفناني الأداء من الطبقة الدنيا ".

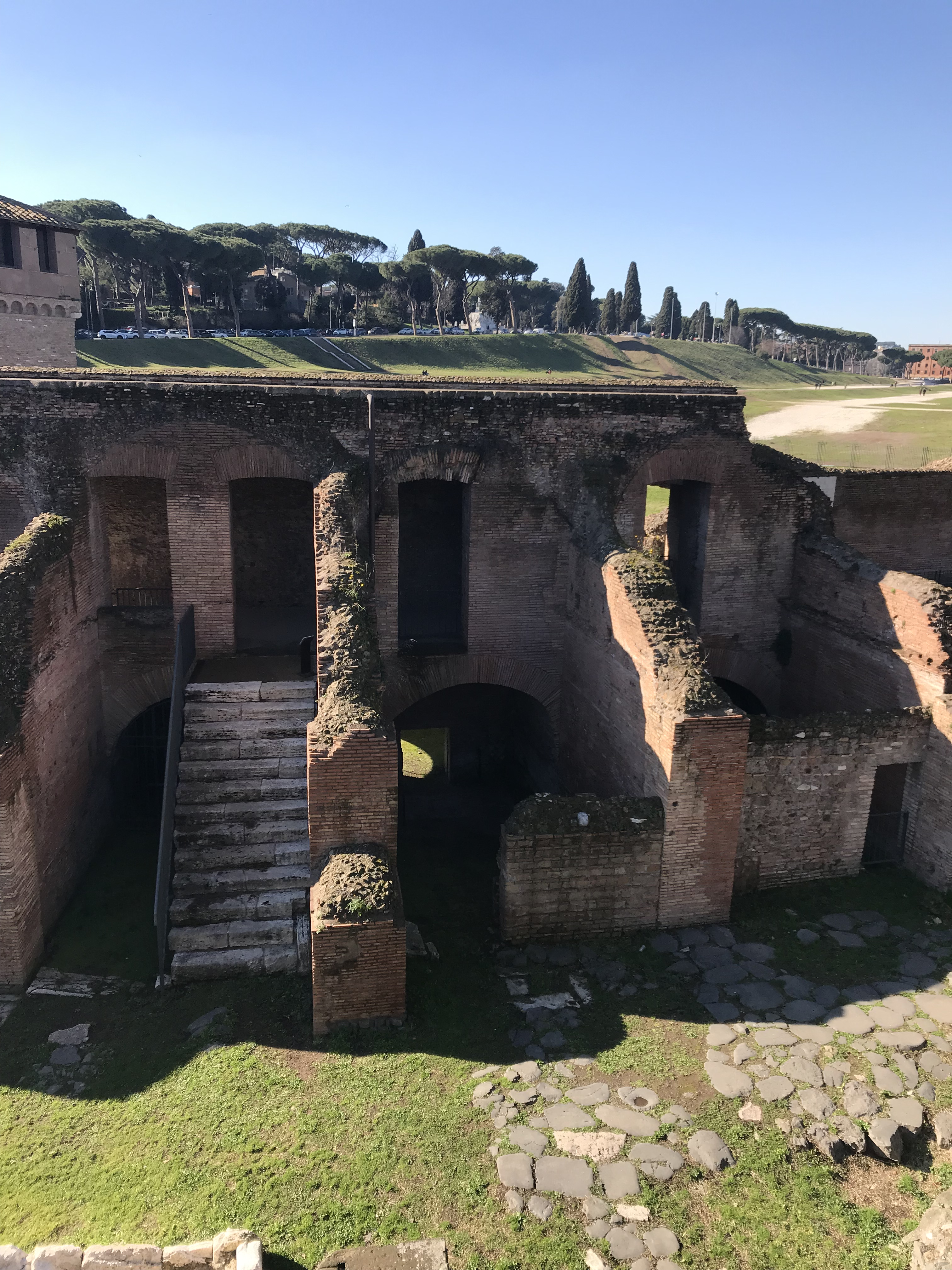
منظر لموقع السيرك من الشمال الشرقي - 2019

التقى أباطرة روما بالطلب الشعبي المتزايد باستمرار على ودي العادي والحاجة إلى المزيد من الأماكن المتخصصة، كالتزامات أساسية لمنصبهم وعبادة. على مدى عدة قرون من تطوره، أصبح سيرك ماكسيموس المكان المتخصص الأسمى في روما لسباقات العربات. بحلول أواخر القرن الأول الميلادي، تم بناء الكولوسيوم لاستضافة معظم عروض المصارع في المدينة وصيد الوحوش الأصغر، وتنافس معظم رياضيي المضمار في ملعب دوميتيان المصمم لهذا الغرض، على الرغم من سباقات الأقدام لمسافات طويلة لا تزال تقام في السيرك. في النهاية، تم تخصيص 135 يومًا من السنة للودي.
حتى في أوج تطورها باعتبارها الدائرة سباقات عربة، ظل سيرك في الفضاء الأنسب في روما لالمواكب الدينية على نطاق واسع، وكان معظم مكان شعبي للفيناتيونس على نطاق واسع؛ في أواخر القرن الثالث، قدم الإمبراطور بروبس عرض سيرك مذهل تم فيه اصطياد الوحوش عبر غابة حقيقية من الأشجار، على مسرح مبني خصيصًا. مع ظهور المسيحية كديانة رسمية للإمبراطورية، سقط ودي تدريجياً في صالحه. حدثت آخر مطاردة وحوش معروفة في سيرك ماكسيموس في عام 523، وآخر السباقات المعروفة هناك كانت من قبل توتيلا في 549.

## التضاريس والبناء

### عصر ملكي

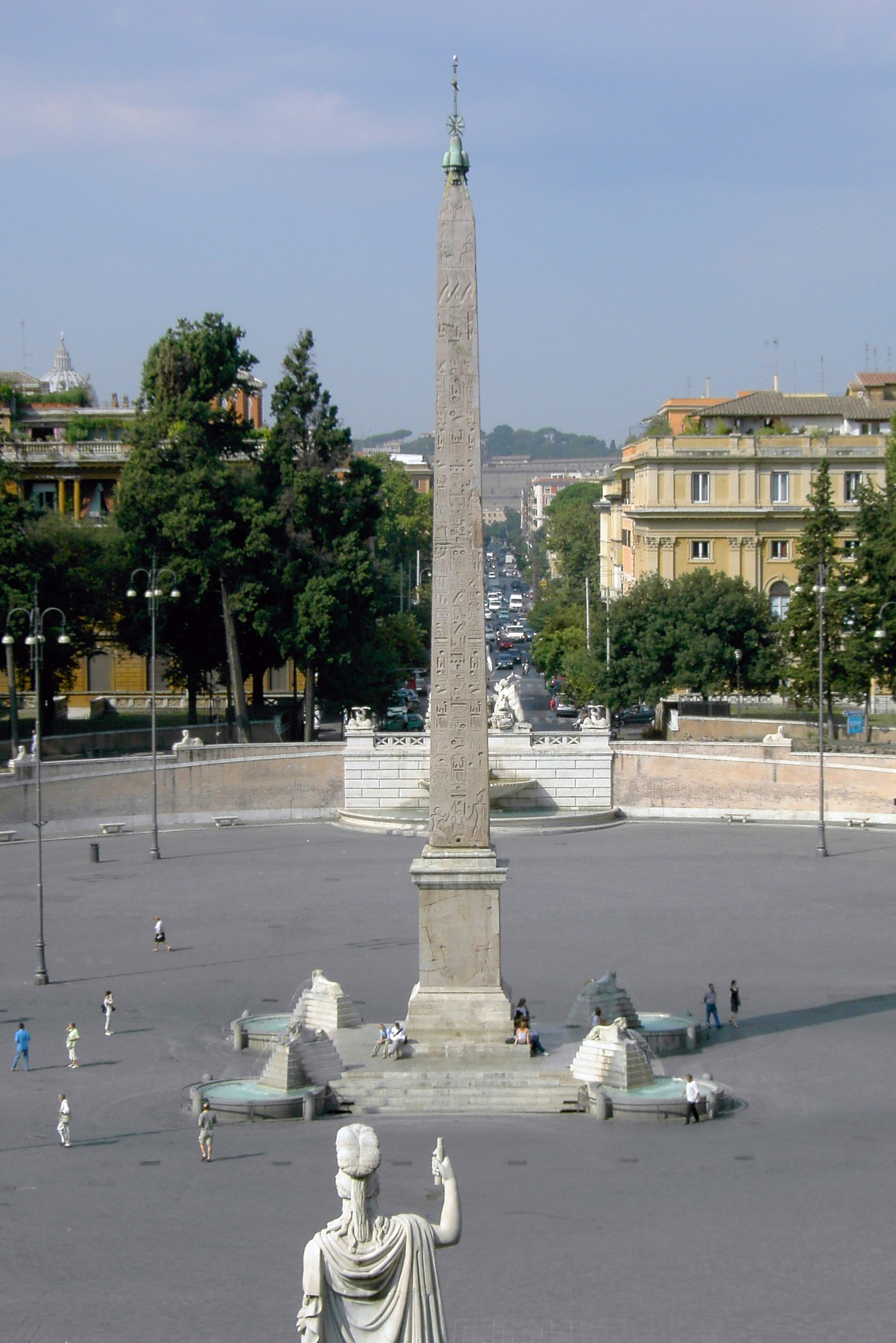
كان مسلة فلامينيو، الموجود الآن في بياتزا ديل بوبولو، جزءًا من الحاجز الفاصل (السنسنة) في سيرك ماكسيموس

كان موقع سيرك ماكسيموس على الأرض المستوية بوادي مورسيا (فاليس مورسيا)، بين أفينتين وتلال بالاتين في روما. في الأيام الأولى لروما، كان الوادي أرضًا زراعية غنية، وعرضة للفيضانات من نهر التيبر والجدول الذي يقسم الوادي. ربما تم جسر التيار في وقت مبكر، في النقطتين اللتين كان يجب على المسار عبوره، وكان من الممكن أن تقام السباقات الأولى داخل منطقة زراعية، «مع لا شيء أكثر من أعمدة الدوران، والبنوك التي يمكن أن يجلس فيها المتفرجون، وبعض المزارات والمواقع المقدسة».
في تاريخ ليفي في روما، بنى لوسيوس تاركينيوس بريسكوس، أول ملك إتروسكي لروما، مقاعد خشبية مرتفعة في السيرك لأعلى المستويات في روما (إكوايتس والنبلاء)، ربما في منتصف الطريق على طول بالاتين المستقيم، مع مظلة ضد الشمس والمطر. أضاف حفيده، تاركوينيوس سوبربوس، المقاعد الأولى لعامة المواطنين (العوام، أو العوام)، إما المجاورة أو على العكس، الجانب الأفنتيني من المسار. بخلاف ذلك، ربما كان السيرك لا يزال على الأرجح أكثر قليلاً من مسار عبر الأراضي الزراعية المحيطة. بحلول هذا الوقت، ربما يكون قد تم تجفيفه  ولكن المقاعد والمقاعد الخشبية كانت ستتعفن كثيرًا وأعيد بناؤها. قد تكون أعمدة الدوران (الفوقية)، المكونة من ثلاثة أعمدة حجرية مخروطية الشكل، أقدم هياكل سيرك دائمة؛ كان من الممكن أن تكون قناة الصرف المفتوحة بين الأعمدة بمثابة حاجز فاصل.

### العصر الجمهوري
عادةً ما يجلس راعي الألعاب (المحرر اللاتيني) بجانب صور الآلهة الحاضرين، على منصة مرتفعة بارزة (بولفينار) لكن المقاعد الموجودة في محيط المسار تقدم أفضل اللقطات المقربة وأكثرها دراماتيكية. في عام 494 قبل الميلاد (في وقت مبكر جدًا من العصر الجمهوري) مُنح الديكتاتور مانيوس فاليريوس ماكسيموس وأحفاده الحق في الحصول على كرسي حلزوني عند المنعطف الجنوبي الشرقي، وهي وجهة نظر ممتازة لإثارة وانسكابات سباق العربات. في 190 قبل الميلاد، تم بناء مقاعد بجانب المسار الحجري، حصريًا لأعضاء مجلس الشيوخ.
تم بناء الأكشاك الخشبية الدائمة في عام 329 قبل الميلاد. كانت مسورة، ومطلية بألوان زاهية،  ومتداخلة لموازنة المسافات من كل مكان بداية إلى الحاجز المركزي. من الناحية النظرية، ربما تكون قد استوعبت ما يصل إلى 25 عربة رباعية الأحصنة (Quadrigas) جنبًا إلى جنب ولكن عندما تم تقديم سباق الفريق،  تم توسيعها وتقليل عددها. بحلول أواخر العصر الجمهوري أو أوائل العصر الإمبراطوري، كان هناك اثني عشر كشكًا. كانت فرقهم في المقدمة من قبل النساك الذين كانوا بمثابة نقاط توقف للبوابات المحملة بنابض، بحيث يمكن إطلاق اثني عشر عربة خفيفة الوزن أو أربعة أحصنة أو ذات حصانين في نفس الوقت على المسار. تم تخصيص الأكشاك عن طريق اليانصيب، وتم تحديد فرق السباقات المختلفة بألوانها. عادة، كان هناك سبع لفات لكل سباق. من 174 على الأقل قبل الميلاد، تم عدهم باستخدام بيض منحوت كبير. في 33 قبل الميلاد، تمت إضافة نظام إضافي من عدادات حضن برونزية كبيرة على شكل دولفين، موضوعة فوق الحاجز الفاصل المركزي لأقصى قدر من الرؤية.

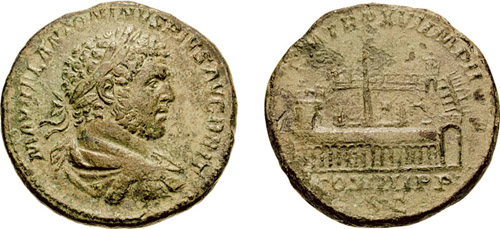
سيسترتيوس يصور كاراكلا، وسيرك ماكسيموس، مع مسلة أغسطس في منتصف الطريق على طول الحاجز الفاصل المركزي (يوربوس أو سبينا)

بدأ تطوير يوليوس قيصر للسيرك حوالي عام 50 قام BC بتوسيع طبقات الجلوس لتركض تقريبًا على مسار المسار بالكامل، باستثناء بوابات البداية والمدخل العملي في النهاية شبه الدائرية. قياس المسار حوالي 621 م (2,037 قدم) في الطول و 150 م (387 قدم) في الاتساع. أ قناة بين محيط المسار ومقاعده المحمية المتفرجين وتساعد على تصريف المسار. شكل الثلث الداخلي من المقاعد تجويفًا بجانب الجنزير. كانت أقسامه الأمامية على طول الخط المركزي المستقيم مخصصة لأعضاء مجلس الشيوخ، وتلك التي خلفها مباشرة للإكوايتس . الطبقات الخارجية، ثلثا المجموع، كانت مخصصة لعامة الرومان وغير المواطنين. كانت مبنية بالخشب، مع مبانٍ خدمية ذات إطارات خشبية ومتاجر وطرق مداخل تحتها. العدد الإجمالي للمقاعد غير مؤكد، ولكن ربما كان في حدود 150.000؛ تقدير بليني الأكبر لـ 250.000 مكان جلوس غير مرجح. أصيب المدرجات الخشبية بأضرار في حريق 31 قبل الميلاد، سواء أثناء البناء أو بعده.

### العصر الإمبراطوري

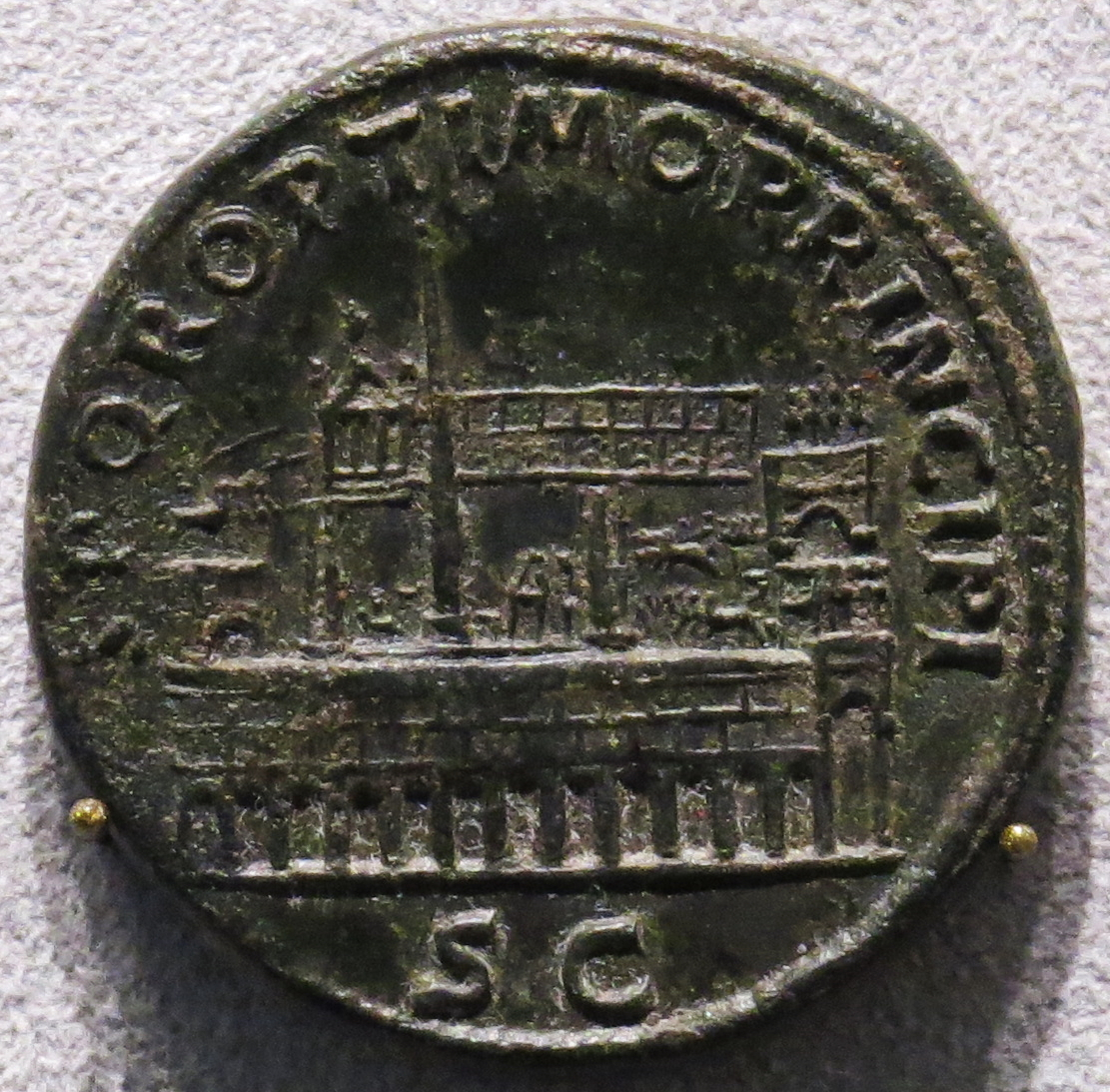
سيسترتيوس تراجان يحتفل بترميم سيرك ماكسيموس (سكت عام 103 بعد الميلاد).

ربما تم إصلاح الأضرار الناجمة عن حريق 31 بواسطة أغسطس (خليفة قيصر وأول إمبراطور روما). لقد ادعى بشكل متواضع الفضل فقط في مسلة وبولفينار في الموقع لكن كلاهما كان مشروعًا كبيرًا. منذ محاجرها، قبل وقت طويل من وجود روما، كانت المسلة مقدسة لآلهة الشمس المصرية. كان أغسطس قد أحضره من مصر الجديدة  بتكلفة ضخمة، وأقام في منتصف الطريق على طول الحاجز الفاصل للسيرك. كانت أول مسلة في روما، وهي كائن مقدس بشكل غريب وتذكير دائم بانتصار أغسطس على أعدائه الرومان وحلفائهم المصريين في الحروب الأهلية الأخيرة. بفضله، ضمنت روما سلامًا دائمًا وإقليمًا مصريًا جديدًا. تم بناء بولفينار على نطاق هائل، حيث تم رفع ضريح أو معبد (الزاعجة) عالياً فوق مقاعد الجنزير. في بعض الأحيان، أثناء تقدم الألعاب، كان أوغسطس يراقب من هناك، إلى جانب الآلهة. من حين لآخر، ستنضم إليه عائلته هناك. هذا هو السيرك الذي وصفه ديونيسيوس من هاليكارناسوس بأنه «واحد من أجمل المباني وأكثرها إثارة للإعجاب في روما»، مع «مداخل وصعود للمتفرجين في كل متجر، بحيث يمكن لآلاف لا حصر لها من الناس الدخول والمغادرة دون إزعاج».
ظل الموقع عرضة للفيضانات،  ربما من خلال بوابات البداية، حتى قام كلوديوس بإجراء تحسينات هناك؛ من المحتمل أنها تضمنت سدًا خارجيًا مضادًا للفيضانات. كانت الحرائق في ورش العمل الخشبية المحيطة المزدحمة والمدرجات خطرًا أكبر بكثير. يبدو أن حريقًا عام 36 ميلاديًا قد اندلع في ورشة عمل لصانعي السلال تحت المدرجات، على الجانب الأفنتيني؛ قام الإمبراطور تيبيريوس بتعويض العديد من الشركات الصغيرة هناك عن خسائرها. في عام 64 بعد الميلاد، في عهد نيرون، اندلع حريق في الطرف شبه الدائري للسيرك، واجتاحت المدرجات والمحلات التجارية، ودمرت الكثير من المدينة. استمرت الألعاب والمهرجانات في السيرك، الذي أعيد بناؤه على مدى عدة سنوات بنفس البصمة والتصميم.
في عام 81 بعد الميلاد، بنى مجلس الشيوخ قوسًا ثلاثيًا لتكريم تيتوس في نهاية نصف دائرية من السيرك، ليحل محل أو يزيد من مدخل موكب سابق. بنى الإمبراطور دوميتيان قصرًا جديدًا متعدد الطوابق في بالاتين، متصلاً بطريقة ما بالسيرك؛ من المحتمل أنه شاهد الألعاب بأسلوب استبدادي، من مكان مرتفع وبالكاد يمكن رؤيته لمن هم في الأسفل. ربما كانت الإصلاحات التي لحقت بأضرار النيران خلال فترة حكمه جارية بالفعل قبل اغتياله.
قد يكون خطر حدوث المزيد من الأضرار الناجمة عن الحرائق، إلى جانب مصير دوميتيان، قد دفع تراجان إلى اتخاذ قرار بإعادة بناء السيرك بالكامل في الحجر، وتوفير لوحة جديدة في المدرجات حيث يمكن رؤية إمبراطور روما وتكريمه كجزء من المجتمع الروماني بجانب آلهتهم. تحت قيادة تراجان، وجد سيرك ماكسيموس شكله النهائي، والذي لم يتغير بعد ذلك باستثناء بعض الإضافات الضخمة من قبل الأباطرة اللاحقين، وإعادة بناء واسعة النطاق ومخططة لمنطقة بوابة البداية تحت كركلا، وإصلاحات وتجديدات للنسيج الحالي. من بين هؤلاء، يدعي بليني أن أعمال تراجان حصلت على 5000 مقعد إضافي. كانت بعض الإصلاحات غير متوقعة وواسعة النطاق، مثل تلك التي أجريت في عهد دقلديانوس، بعد انهيار قسم الجلوس مما أدى إلى مقتل حوالي 13000 شخص.

## الدلالة الدينية
ركض المنعطف الجنوبي الشرقي للمسار بين مزارين ربما سبق التطور الرسمي للسيرك. واحد ، في المحيط الخارجي الجنوبي الشرقي، كان مخصصًا للإلهة التي تحمل اسم الوادي مورسيا، وهو إله غامض مرتبط بالزهرة، وشجيرة الآس، والينابيع المقدسة، والجدول الذي يقسم الوادي، والقمة الصغرى لتل أفنتين. الآخر كان عند نقطة الانعطاف الجنوبية الشرقية. حيث كان هناك ضريح تحت الأرض لكونسوس، إله ثانوي لمخازن الحبوب، مرتبط بإلهة الحبوب سيريس والعالم السفلي. وفقًا للتقاليد الرومانية، اكتشف رومولوس هذا الضريح بعد وقت قصير من تأسيس روما. اخترع مهرجان كونسواليا، كوسيلة لجمع جيرانه في سابين في احتفال تضمن سباقات الخيول وشرب الخمر. خلال هذه الانحرافات، اختطف رجال رومولوس بنات سابين كعرائس. وهكذا فإن الأسطورة الرومانية الشهيرة عن اغتصاب نساء سابين كانت بمثابة السيرك والكونسوالا.
في هذا العصر شبه الأسطوري، كانت سباقات الخيول أو العربات ستقام في موقع السيرك. ربما تم تحديد عرض المسار من خلال المسافة بين مزارات مورسيا وكونسس في الطرف الجنوبي الشرقي ، وطولها بالمسافة بين هذين الضريحين وهرقل ' آرا ماكسيما، من المفترض أنها أقدم من روما نفسها وتقع خلف مكان انطلاق السيرك. يشير موقع ضريح كونسوس عند منعطف المسار إلى وضع الأضرحة للمقابل اليوناني لنبتون الروماني، بوسيدون، في فرس النهر اليونانية. في التطورات اللاحقة، تم دمج مذبح كونسوس، باعتباره أحد الآلهة الراعية للسيرك ، في نسيج مركز الانعطاف الجنوبي الشرقي. عندما تم بناء مجرى مورسيا جزئيًا، لتشكيل حاجز فاصل (السنسنة أو اليوريب)  بين أعمدة الدوران، تم إما الاحتفاظ بضريحها أو إعادة بنائه. في الفترة الإمبراطورية المتأخرة، كان يُعرف أحيانًا كل من المنعطف الجنوبي الشرقي والسيرك نفسه باسم فاليس مورسيا. الرموز المستخدمة لحساب عدد دورات السباق تحمل أيضًا أهمية دينية ؛ كان كاستور وبولوكس، اللذان ولدا من بيضة، رعاة الخيول والفرسان وسلسلة الفروسية (إكوايتس). وبالمثل، فإن الاستخدام اللاحق لعدادات اللفة على شكل دولفين عزز الروابط بين الأجناس والسرعة ونبتون، كإله للزلازل والخيول. اعتقد الرومان أن الدلافين هي الأسرع بين جميع المخلوقات. عندما تبنى الرومان الأم الفريجية العظمى كإله للأجداد ، أقيم تمثال لها على ظهر الأسد داخل السيرك ، ربما على الحاجز الفاصل.

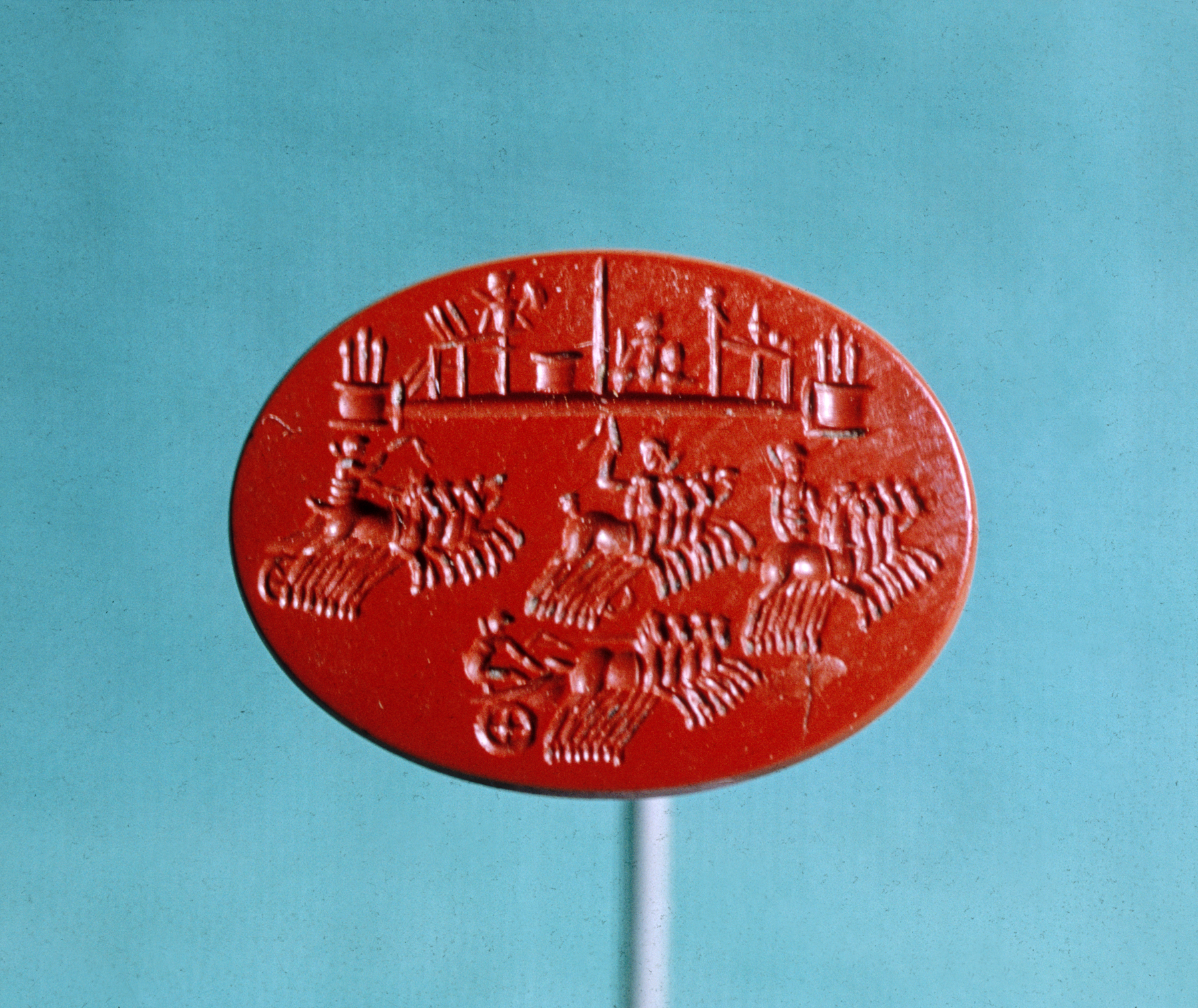
جاسبر النقش الغائر (القرن الثاني الميلادي) يصور سباقات العربات، مع وجود الفروع ثلاثية الرؤوس في كل طرف من طرفي الحاجز الفاصل في الأعلى (متحف والترز للفنون)

ربما تم تمثيل طوائف الشمس والقمر في السيرك منذ مراحله الأولى. نمت أهميتها مع إدخال عبادة الرومان إلى أبولو، وتطور الأحادية الرواقية والشمسية كأساس لاهوتي لعبادة الإمبراطورية الرومانية. في العصر الإمبراطوري، كان إله الشمس هو الراعي الإلهي للسيرك وألعابه. مسلته المقدسة تعلو فوق الساحة، الواقعة في الحاجز المركزي ، بالقرب من معبده وخط النهاية. كان إله الشمس هو العازف النهائي المنتصر، حيث كان يقود عربته الحربية المكونة من أربعة أحصنة (الكوادريجا) عبر الحلبة السماوية من شروق الشمس إلى غروبها. قاد شريكه لونا عربتها الحربية ذات الحصانين (بيجا)؛ لقد مثلوا معًا الحركة المنتظمة والمتوقعة للكون ودائرة الزمن ، والتي وجدت تشابهًا في مسار السيرك. معبد لونا، الذي تم بناؤه على الأرجح قبل وقت طويل من أبولو ، احترق في الحريق العظيم عام 64 بعد الميلاد وربما لم يتم استبداله. ارتبطت طقوسها ارتباطًا وثيقًا بعبادة ديانا، التي يبدو أنها كانت ممثلة في المواكب التي بدأت ألعاب السيرك ، ومع سول إنديج، الذي يُعرف عادةً على أنه شقيقها. بعد فقدان معبدها، ربما تم نقل عبادتها إلى معبد سول على الحاجز الفاصل ، أو واحد بجانبه ؛ كلاهما كان مفتوحًا على السماء.
معابد لآلهة تطل على السيرك؛ ضاع معظمهم الآن. وقفت المعابد المؤدية إلى سيريس وفلورا على مقربة من بعضها البعض في أفنتين ، مقابل بوابة بداية السيرك تقريبًا ، والتي ظلت تحت حماية هرقل. إلى الجنوب الشرقي على طول نهر أفنتين كان معبدًا لإلهة القمر لونا. وقفت معابد أفنتين المؤدية إلى فينوس أوبوكسنس وميركوري وديس (أو ربما سومانوس) على المنحدرات فوق المنعطف الجنوبي الشرقي. على تل بالاتين، مقابل معبد سيريس، كان هناك معبد ماجنا ماتر، وعلى الجانب الآخر من معبد لونا، أحد المعبد لإله الشمس أبولو.
أقيمت عدة مهرجانات، بعضها غير مؤكد الأساس والتاريخ، في السيرك في العصور التاريخية. كان كونسواليا، بتأسيسه شبه الأسطوري برومولوس، وسيرياليا ، المهرجان الرئيسي لسيريس، أقدم على الأرجح من أقدم «الألعاب الرومانية» التي أُقيمت في السيرك تكريماً لكوكب المشتري في عام 366 قبل الميلاد. في أوائل العصر الإمبراطوري، يصف أوفيد افتتاح سيريا (من منتصف إلى أواخر أبريل) بسباق خيول في السيرك،  تلاه إطلاق الثعالب ليلاً في الملعب، حيث اشتعلت النيران في ذيولها بالمصابيح المضاءة. من المحتمل وجود علاقة مبكرة بين سيريس كإلهة لمحاصيل الحبوب وكونسوس كإله لتخزين الحبوب وراعي السيرك.

## الوضع والاستخدامات الحديثة

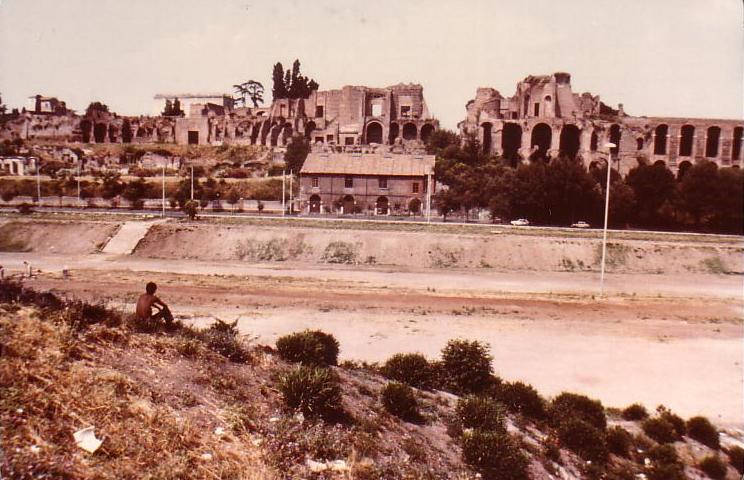
أطلال تطل على سيرك مكسيموس، شوهد من أفنتين (1983)

بعد القرن السادس، سقط السيرك في حالة من الإهمال والانحلال. تم دفن المستويات المنخفضة، المعرضة للفيضانات، تدريجيًا تحت التربة الغرينية المشبعة بالمياه والحطام المتراكم، بحيث أصبح المسار الأصلي مدفونًا الآن على بعد 6 أمتار تحت السطح الحديث. في القرن الحادي عشر، «تم استبدال السيرك بالمساكن التي استأجرتها جماعة سان جاي». في القرن الثاني عشر، تم حفر مجرى مائي هناك لتصريف التربة ، وبحلول القرن السادس عشر، تم استخدام المنطقة كحديقة سوق. خلال عصر النهضة، كان الموقع واحدًا من العديد من المحاجر المستخدمة كمحجر مناسب لحجر البناء عالي الجودة. نجت العديد من الهياكل الدائمة للسيرك من هذه التغييرات؛ في عام 1587، أزال البابا سيكستوس الخامس مسلتين من الحاجز المركزي، وأعيد وضع إحداهما في ساحة ديل بوبولو. في عام 1852، تم بناء أعمال الغاز في الموقع من قبل جمعية الغاز الأنجلو-إيطالية. بقيت في مكانها حتى عام 1910 عندما تم نقلها إلى حافة روما. كشفت أعمال منتصف القرن التاسع عشر في موقع السيرك عن الأجزاء السفلية لطبقة الجلوس والرواق الخارجي. منذ ذلك الحين ، كشفت سلسلة من الحفريات عن أقسام أخرى من المقاعد، والانعطاف المنحني والحاجز المركزي ، لكن المزيد من الاستكشاف كان مقيدًا بمقياس الموقع وعمقه وتشبعه بالمياه.

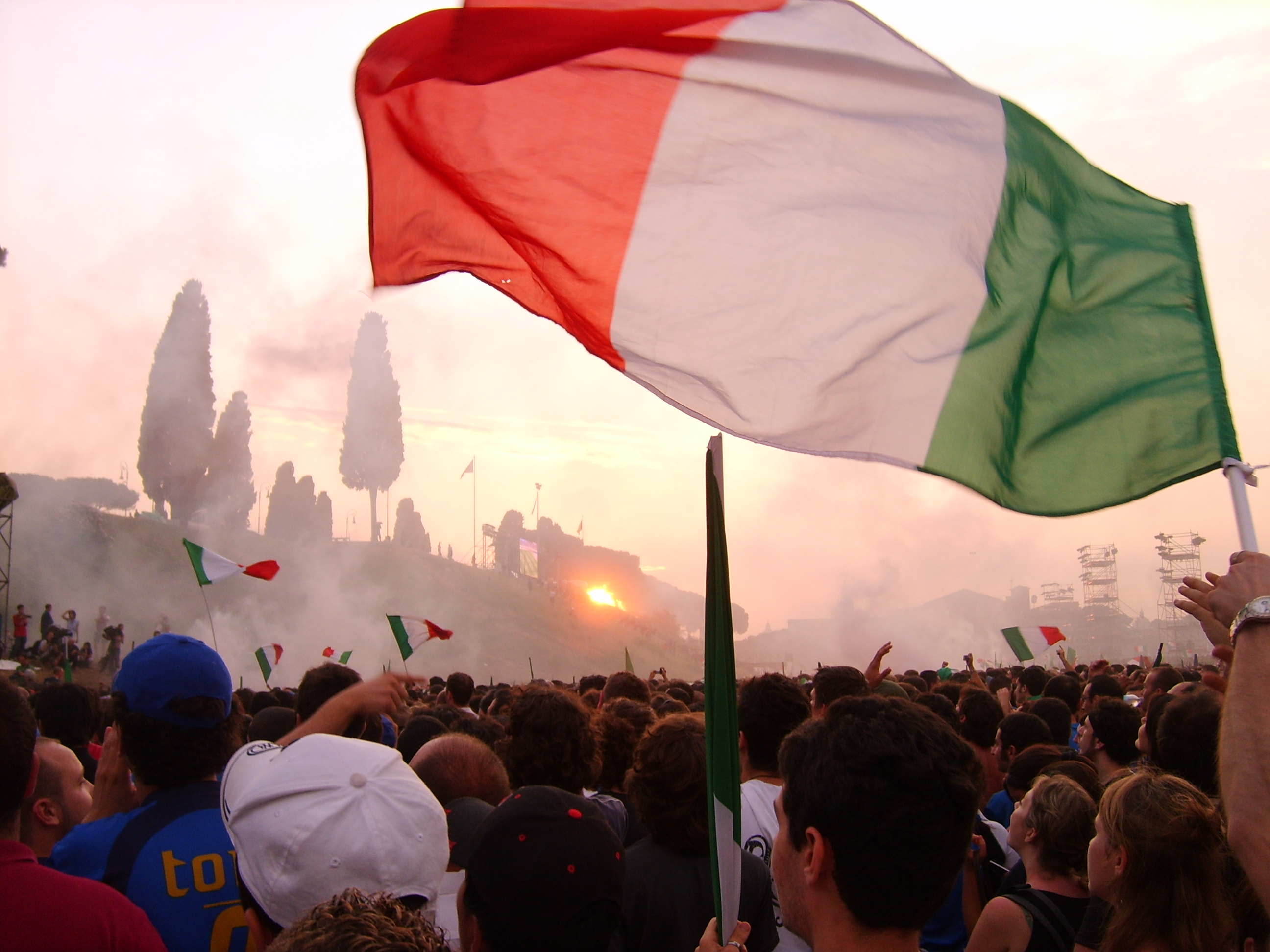
احتفال إيطاليا بفوز كأس العالم 2006 في موقع السيرك

يعمل موقع السيرك الآن كمنطقة حديقة كبيرة في وسط المدينة. غالبًا ما يستخدم للحفلات الموسيقية والاجتماعات. في 2 يوليو 2005، أقيم حفل روما الموسيقي لايف 8 هناك. في 14 يوليو 2007، أحيت فرقة الروك البريطانية جينيسيس حفلاً موسيقياً أمام جمهور يقدر بنحو 500.000 شخص. تم تصوير هذا الحفل وإصداره على قرص DVD يسمى عندما في روما 2007 . لعبت رولينج ستونز هناك أمام 71527 شخصًا في 22 يونيو 2014 في التاريخ الإيطالي لجولتهم الـ 14 على النار. استضاف السيرك أيضًا احتفالات انتصار، بعد فوز إيطاليا بكأس العالم 2006 وفوز نادي روما في الدوري الإيطالي في 1983 و2001. في مايو 2019، تم افتتاح تجربة جديدة للواقع الافتراضي/ المعزز، تجربة سيركو ماكسيمو، على الموقع، حيث أخذ الزوار في رحلة عبر الموقع وتاريخه.

## وصلات خارجية
- 3D الظاهري، إعادة الإعمار في المنتدى الروماني - www.italyrome.info
- جيمس الجص: Circus Maximus ، جزء من موسوعة رومانا
- صورة بدقة عالية بزاوية 360 درجة من السيرك ماكسيموس | فن أطلس